# VESA Local Bus

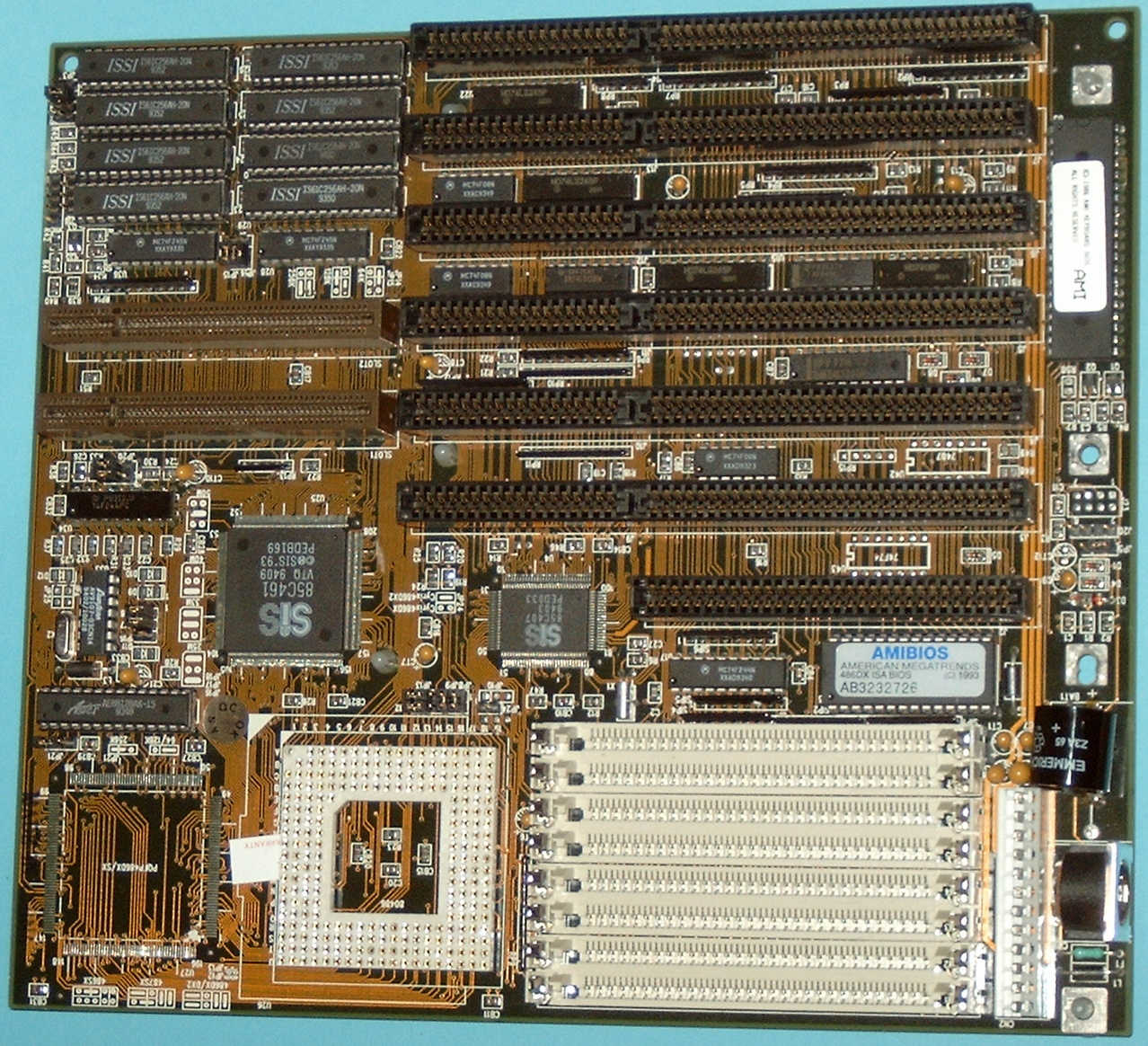
i486 ISA-/VL-Bus-Hauptplatine; die braunen VLB-Steckverbinder (links) ergänzen zwei der 16-Bit-ISA-Steckplätze (rechts)

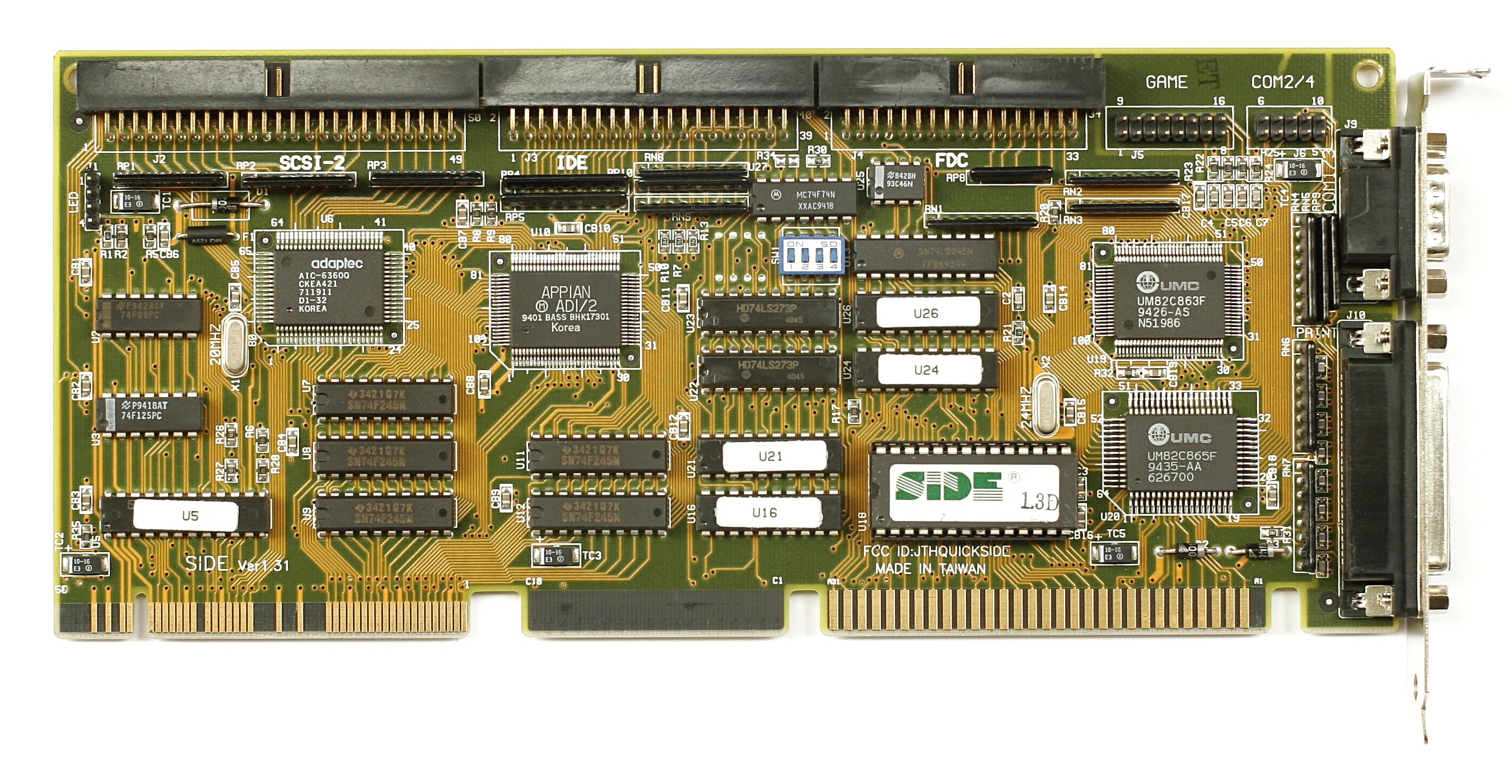
Multi-I/O-Controller für den VL-Bus mit 1×IDE, SCSI-2, FDD, parallel, 2×RS-232, Gameport.

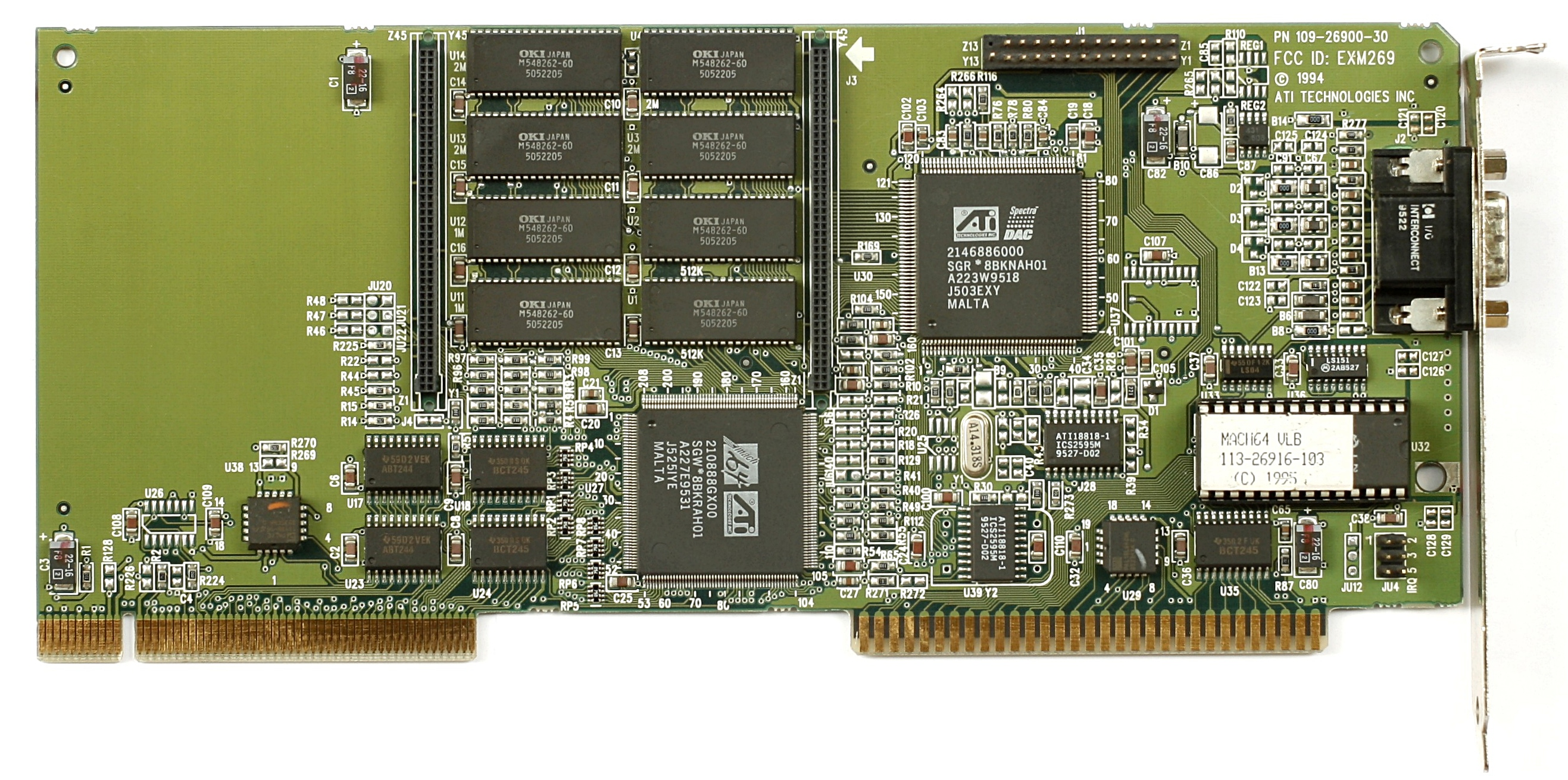
VLB-Grafikkarte ATI MACH64.

Der VESA Local Bus (VLB) ist ein von der Video Electronics Standards Association standardisierter Bus. Er kam 1992 auf den Markt, erlebte seine Hochphase 1993 bis 1994 und verschwand bereits 1995 wieder. Er wurde fast nur für Systeme mit Intel-i486-Hauptprozessoren verwendet. Da er im Wesentlichen eine direkte Herausführung der i486-Signale darstellt, war er auf nicht-i486-Systemen nur mit großem Aufwand realisierbar und verschwand daher schon bald nach der Einführung des Intel-Pentium-Prozessors.

## Eigenschaften
Der Bus ergänzt den ISA-Bus und ermöglicht schnelle Übertragungen aus dem und in den Arbeitsspeicher, auch über Direct Memory Access ohne Belastung des Hauptprozessors. Der VESA Local Bus wurde wegen des beschränkten Datendurchsatzes des ISA-Busses eingeführt, der damals für schnelle Grafikkarten zunehmend zum Flaschenhals (siehe Von-Neumann-Flaschenhals) wurde. Neben Grafikkarten wurde der VESA Local Bus gern für Host-Bus-Adapter (auf Basis von ATA oder SCSI, teilweise mit integriertem Floppy-Disk-Controller und/oder integrierten parallelen IEEE-1284- und/oder seriellen RS-232-Schnittstellen) verwendet. Andere Steckkartentypen benötigten nicht so viel Datendurchsatz und wurden daher auch für Computer mit VESA Local Bus weiterhin als ISA-Karten ausgeführt.
Der Begriff „Local Bus“ bedeutet, dass er direkt mit den Adress- und Datenleitungen des Hauptprozessors verbunden ist. Er gewährleistet daher einen Datentransfer mit 32 Bit Verarbeitungsbreite. Laut VESA-Spezifikation Version 2.0 wurde der Datentransfer durch Adress- und Daten-Multiplexing auch auf 64 Bit erweitert.
Der Zugriff einer VLB-Steckkarte auf Interrupt-Request- und Eingabe-und-Ausgabe-Leitungen erfolgt über den ISA-Bus, daher ist der VESA Local Bus untrennbar mit dem ISA-Bus verbunden. VLB-Steckplätze bestehen deshalb aus einem normalen zweiteiligen 16-Bit-ISA-Steckplatz (meist schwarz) und einem in Richtung Rechnervorderseite daran anschließenden dritten Steckplatzabschnitt mit näher beieinander liegenden Pins (häufig braun). Durch diese Anordnung sind VLB-Steckkarten zwangsläufig recht lang. In VLB-Steckplätzen ließen sich bei Bedarf auch herkömmliche ISA-Karten einsetzen, der dritte Abschnitt bleibt dann einfach frei.
Laut VESA-Spezifikation dürfen nur maximal drei VLB-Steckplätze auf der Hauptplatine vorhanden sein und die Taktfrequenz darf nicht mehr als 40 MHz betragen. Die Taktfrequenz leitet sich dabei von der externen Taktfrequenz des eingesetzten Prozessors ab. Durch diese Tatsache ist der Einsatz eines i486-Prozessors mit 50 MHz externer Taktfrequenz äußerst kritisch, da es dadurch zu Fehlfunktionen bei den VLB-Steckkarten kommen kann. Oft ist auf den Hauptplatinen in der Nähe der VLB-Steckplätze ein Jumper vorhanden, mit dem für die VLB-Karten ein Waitstate für den Prozessor eingestellt werden kann, wodurch diese zwar langsamer, dafür aber stabiler arbeiten. Bis zu einer Taktfrequenz von 33 MHz ist normalerweise kein Waitstate erforderlich, oberhalb dieser Frequenz kann ein Waitstate das System stabilisieren.
VLB-Hauptplatinen für den Intel Pentium wurden wegen des großen schaltungstechnischen Aufwands nur in kleinen Stückzahlen produziert. Dabei besteht auch das Problem, dass bei Einsatz eines Pentium mit 60 MHz oder eines Pentium-S mit 90 MHz der VESA Local Bus mit der nicht spezifizierten Frequenz von 30 MHz betrieben werden muss. Weiterhin wurden durch die laufenden Änderungen der VESA-Definitionen VLB-Steckkarten teilweise untereinander inkompatibel. Die Industrie konnte sich nicht darauf verlassen, dass es irgendwann eine einheitliche Standardisierung geben würde.
Intel entschied sich, den VESA-Bus nicht zu unterstützen und entwickelte stattdessen den prozessorunabhängigen Busstandard Periphical Component Interconnect (PCI) sowie einen Adapterschaltkreis, die PCI-ISA-Bridge. Letztere ermöglicht den Einsatz von ISA-Karten, jedoch keiner VLB-Karten, in jedem PCI-System, sofern der Hersteller entsprechende „Legacy“-Steckplätze einbaut. Dem VESA Local Bus war daher nur eine kurze Zeit des Erfolgs beschieden.

## VIP-Boards

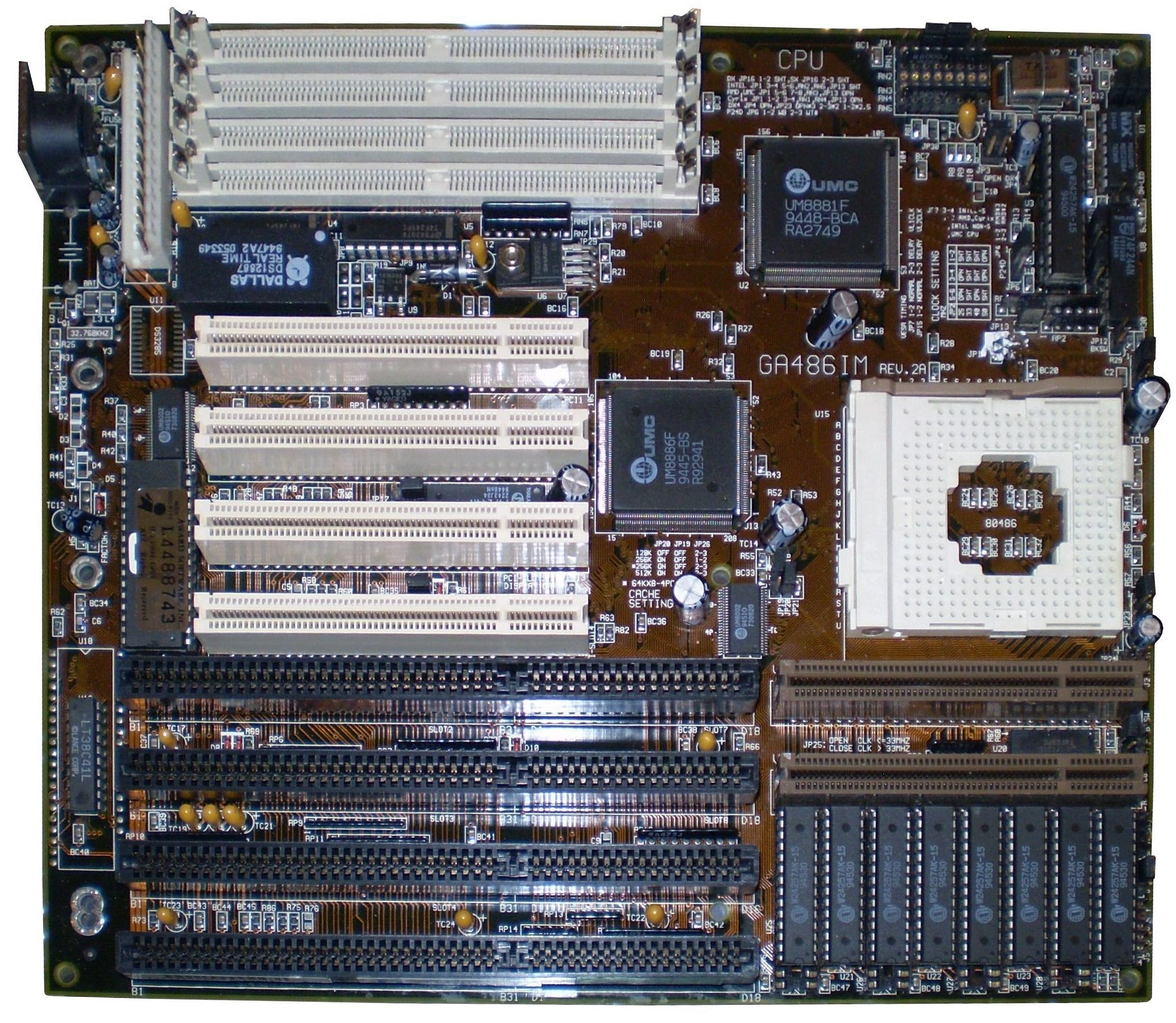
VIP-Board GA486IM von Gigabyte Technology

Aus der Spätzeit des VESA Local Busses existieren sogenannte „VIP“-Hauptplatinen. „VIP“ steht für VL/ISA/PCI. Diese besitzen neben VL-Bus- und ISA-Bus- auch PCI-Bus-Steckplätze. Damit war die Nutzung bisheriger ISA- und VLB-Steckkarten genauso möglich wie der Einsatz der damals noch neuen und daher weniger verbreiteten PCI-Karten.

## Technische Daten

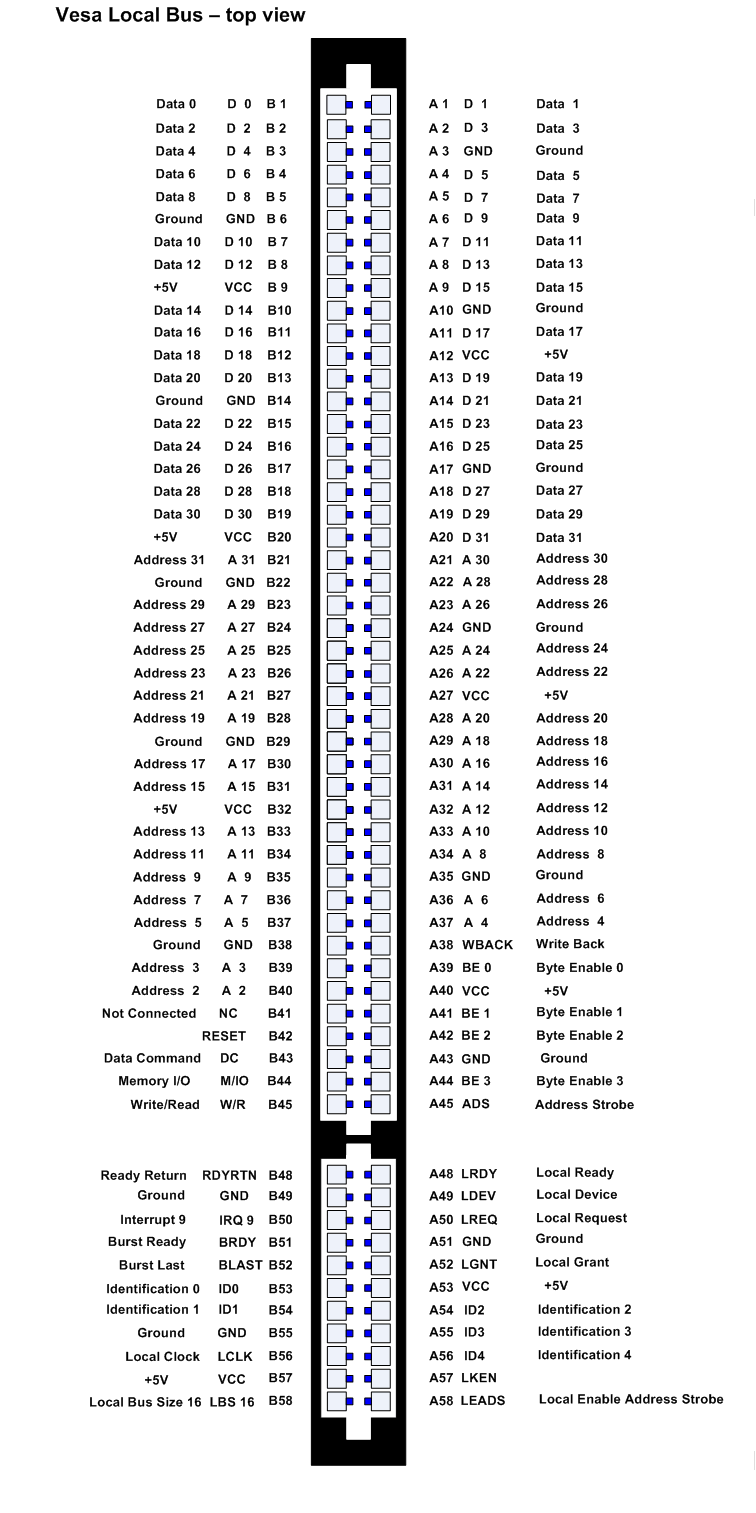
Pin-Belegung des VESA Local Bus (nur dritter Slotabschnitt, ISA-Abschnitte nicht abgebildet)

| Busbreite               | 32 Bit |
| einsetzbare Steckkarten | 8 Bit ISA (XT-Bus), 16 Bit ISA (AT-Bus), VESA Local Bus                                                             |
| Pins                    | 112 (plus ISA-Steckplatz mit 98)                                                                                    |
| Betriebsspannungen      | +5 V |
| Bustakt                 | Abhängig von der externen Taktfrequenz des Prozessors: 25 MHz, 33 MHz, 40 MHz, 50 MHz (außerhalb der Spezifikation) |